# Pajzsmirigy

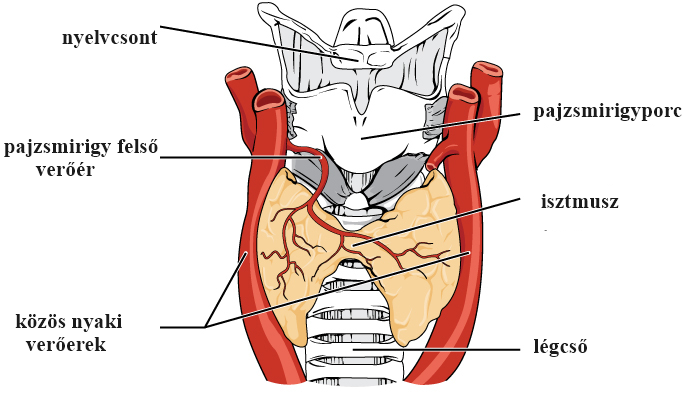
A pajzsmirigy (világosbarnával jelölve) elhelyezkedése és vérellátása

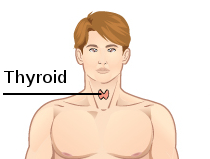
A pajzsmirigy a nyak elülső részén, az ádámcsutka alatt található

A pajzsmirigy (latinul glandula thyreoidea) a nyak elülső részén, a gége előtt elhelyezkedő, kétlebenyes belső elválasztású mirigy. Mikroszkóposan 0,2–1 mm átmérőjű, gömb alakú follikulusokből áll, melynek falát follikuláris (és kisebb mértékben parafollikuláris) sejtek alkotják. Kívülről kétszer két mellékpajzsmirigy kapcsolódik hozzá.
A pajzsmirigy elsődleges feladata az anyagcsere sebességét és a gyerekek fejlődését szabályozó pajzsmirigyhormonok (tiroxin és trijód-tironin), valamint a kalciumháztartást reguláló kalcitonin termelése. A pajzsmirigyhormonok szintézisét az agyalapi mirigy elülső részében keletkező pajzsmirigyserkentő hormon szabályozza (azét pedig a hipotalamusz tireotropinfelszabadító hormonja).
Funkcionális zavarai, betegségei közé tartozik az alulműködés (hipotireózis), túlműködés (hipertireózis), gyulladás (tireoditisz), kóros megnagyobbodás (golyva), göbök (nodulák) és tumor. A túlműködés leggyakoribb oka az autoimmun Basedow-kór, míg az alulműködésé a jódhiány; jóddal megfelelően ellátott régiókban pedig a szintén autoimmun Hasimoto-tireoditisz. Az embrionális és kora gyerekkori pajzsmirigyhormon-hiány testi és szellemi fejlődési visszamaradottsághoz (kretenizmushoz) vezet.
A pajzsmirigy és betegségei több ezer éve ismertek, bár nevét és részletes anatómiai leírását csak a reneszánsz idején kapta.

## Szerkezete

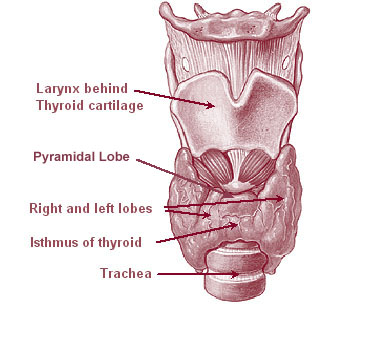
A pajzsmirigy elhelyezkedése a nyak porcai előtt. A jobb és bal lebeny között látható a csökevényes piramislebeny

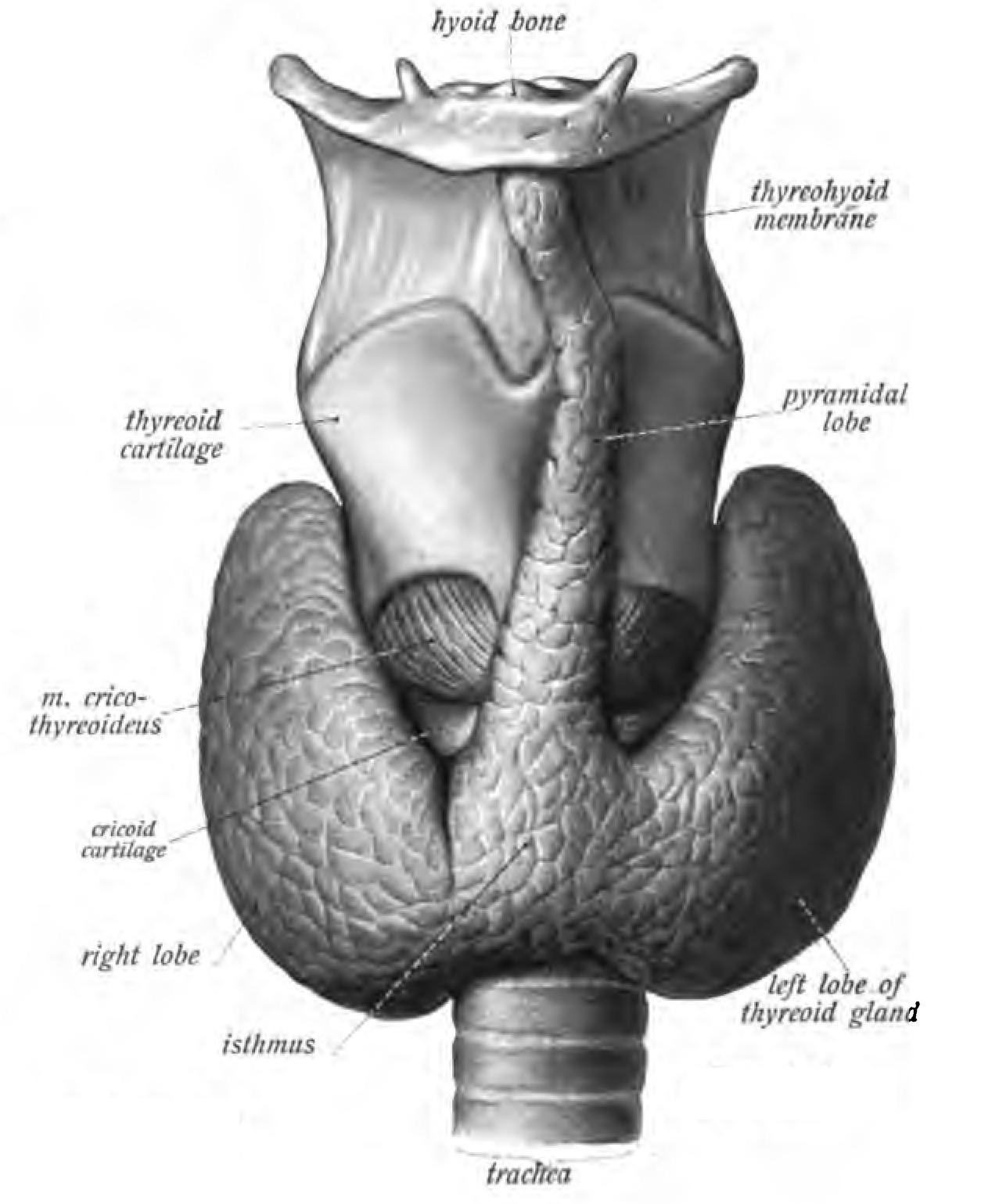
Jól fejlett piramislebeny (középen)

A pajzsmirigy egy lepke formájú, tömött tapintatú, barnásvörös színű, kissé dudoros felszínű, kétlebenyes mirigyszerv, melynek jobb és bal lebenyét egy vékony mirigyszövetből álló híd, az ún. isztmusz köti össze. Felnőttek esetében súlya 20-30 gramm, a lebenyek egyenként kb. 5 cm hosszúak, 3 cm szélesek és 2 cm vastagok; az isztmusz 1,25 cm széles és magas. Mérete a nők esetében valamivel nagyobb és terhesség alatt megnövekszik.
A pajzsmirigy a nyak elülső részén helyezkedik el, a gége, valamint a légcső felső része előtt. Közvetlenül felette található a pajzsporc és a gyűrűporc (az ádámcsutka alatt). A lebenyek felső csúcsa eléri a pajzsporcot, míg az alsó a légcső 4-6. porcáig húzódik, az isztmusz pedig a 2-3. légcsőporcot fedi. Előtte a nyelvcsont alatti izmok, oldalt a fejbiccentő izom fekszik. A lebenyek alatt fekszenek a fő nyaki ütőerek. A pajzsmirigy alatt található a légcső, a gége és a nyelőcső. Itt húzódik a bolygóideg visszahajló ága, a nervus laryngeus recurrens és az alsó pajzsmirigyartéria is. A pajzsmirigyhez tapad még a lebenyeken két-két (összesen négy) mellékpajzsmirigy, a kapszula két rétege között.
A pajzsmirigyet vékony kötőszövetes tök, kapszula veszi körül, amely egy belső és egy külső rétegből áll. A belső réteg benyúlik a mirigyszövetbe és válaszfalakat (szeptumokat) képez, amely a szövetet mikroszkopikus méretű lebenykékre osztja. A külső réteg a nyaki fascia (izmokat borító kötőszövethártya) lamina pretrachealis rétegéhez csatlakozik, rögzítve a szervet a pajzsporchoz és a gyűrűporchoz. Emiatt nyeléskor a pajzsmirigy a porcokkal együtt mozog.

### Vérellátás, beidegzés
A pajzsmirigyet a felső pajzsmirigyartéria (arteria thyreoidea superior, a külső fejverőér leágazása) és az alsó pajzsmirigyartéria (a. t. inferior, a pajzsmirigy-nyaki törzs, truncus thyrocervicalis leágazása) látja el vérrel. A felső artéria első és hátsó, az alsó további felső és alsó ágakra szakad szét. A vénás vért a fő nyaki vénába (vena jugularis interna) torkolló felső (v. thyreoidea superior) és középső pajzsmirigyvéna (v. t. media) gyűjti össze; valamint az alsó pajzsmirigyvénák (v. t. inferior), amelyek a jobb és bal fej-kar vénákba vezetnek. Mind az artériák, mind a vénák érfonatot (plexus thyreoideus impar) képeznek a kötőszövetes tok két rétege között. A pajzsmirigynek méretéhez képest rendkívül bő a vérellátása.
Nyirokerei az isztmusz fölötti gégeelőtti nyirokcsomókhoz (nodi lymphoidei praelaryngei), valamint a légcső előtti és melletti nyirokcsomókhoz csatlakoznak.   Szimpatikus beidegzését a szimpatikus dúclánc felső, középső és alsó nyaki dúcaiból; a paraszimpatikust a felső gégideg (nervus laryngeus superior) és a visszahajló gégeideg (n. l. recurrens) biztosítja.

### Változatok
Méretét, alakját és a mellékpajzsmirigyek elhelyezkedését illetően számos változata ismert.
Az esetek egy jelentős hányadában (18-44%) a pajzsmirigynek egy harmadik része is van, az isztmuszból akár egészen a nyelvcsontig felnyúló ún. piramislebeny vagy Lalouette-piramis. Általában inkább az isztmusz bal oldala felé tolódik és felső része ritkán el szakadhat a pajzsmirigytől. A piramislebeny a pajzsmirigy embrionális fejlődéséből marad vissza, annak a nyelvgyök és pajzsmirigy közötti vezetéknek (ductus thyroglossus) a maradványa, amely normál esetben teljesen visszafejlődik. Tulajdonképpen ritkán ennek a vezetéknek az egész hosszában a nyelvtől a pajzsmirigyig visszamaradhatnak apró pajzsmirigy-kezdemények. A lebenyek hátulsó oldalán, többnyire a visszahajló gégeidegnél néha kifejlődik egy kis csúcsos képződmény, az ún. Zuckerkandl-féle tuberkulum.
Egyes esetekben kifejlődik az isztmuszt és nyelvcsontot összekötő pajzsmirigyemelő izom, vagy a kis arteria thyroidea ima artéria.

### Szövettana

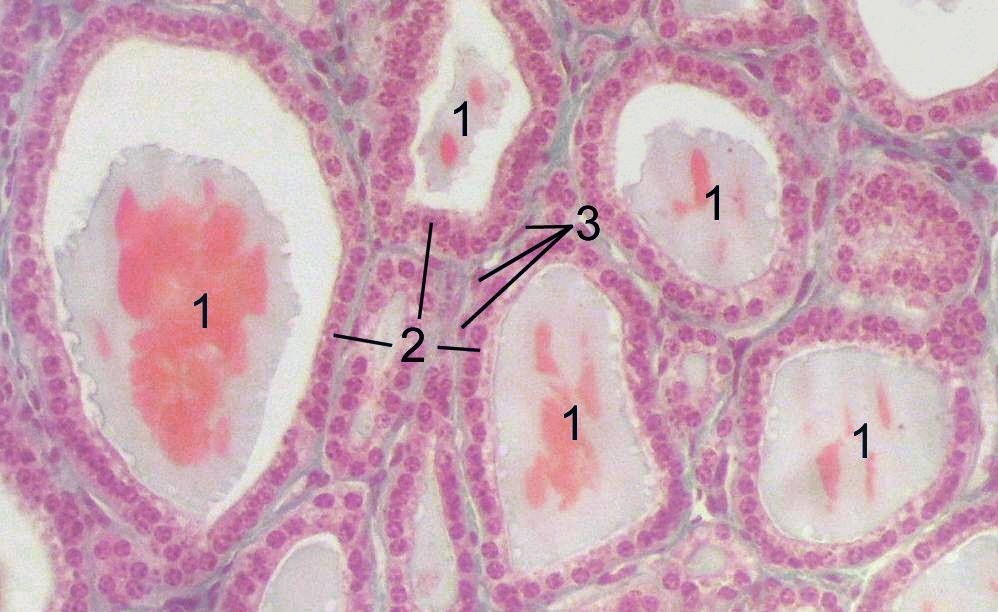
Pajzsmirigy szövettani képe: 1 kolloid, 2 follikuláris sejtek, 3 endoteliális sejtek

A pajzsmirigy szinte teljes tömege 0,2–1 mm átmérőjű, gömbölyű follikulusok (tüszők) sokaságából áll. A follikulus hólyagszerű képlet, amelynek fala egyrétegű, ún. follikuláris sejtek alkotta köb- vagy alacsony hengerhám. Belsejét gélszerű, kolloidnak nevezett massza teszi ki, amely elsősorban hormonprekurzor fehérjét, tireoglobulint tartalmaz. A follikuláris sejtek külső oldala egy bazális membránhoz csatlakozik, míg a belső a kolloiddal érintkezik. Köztük a kolloidot el nem érő, jóval kisebb számú ún. parafollikuláris sejt (vagy C-sejt) is található.
A follikuláris sejtek T3 és T4 tiroidhormonokat termelnek a kolloidból felvett tireoglobulin transzportálása és módosítása révén. Alakjuk aktivitásuk függvényében lehet lapos, köbös vagy oszlopszerű.
A parafollikuláris sejtek a kalciumháztartást szabályozó kalcitonint választják ki.

## Embrionális fejlődés
Az emberi magzat esetében a pajzsmirigy a megtermékenyülés utáni 4. héten kezd kialakulni a primitív garat nyelvgyök alatti endodermájának megvastagodásából. Ez a megvastagodás lefelé növekszik és kialakítja a ductus thyroglossus nevű csőszerű invaginációt, amely egészen a pajzsmirigy végleges helyéig, a nyak első részéig leszáll és ott két lebenyre oszlik; eközben a felső része az 5. hét végére elsorvad (néha részben megmarad, ez a piramislebeny). A 9. hét környékén sejtjei follikuláris sejtekből álló lemezekké fejlődnek, majd follikulusokká rendeződnek. A 14. hétre már gyakorlatilag kialakul a funkcionális pajzsmirigy, a follikulusok belső tere kolloidot tartalmaz. Eközben a 11. héten a hipotalamusz és az agyalapi mirigy megkezdi a tireotropinfelszabadító hormon, illetve a tireotropin termelését  A 18-20. hétre a pajzsmirigy tiroxintermelése (T4) már képes ellátni a magzat szükségleteit. A trijód-tironin (T3) szintje sokáig alacsony marad, mintegy 15 ng/dl egészen a 30. hétig; a születés idejére ez 50 ng/dl-re növekszik. Az anya esetleges pajzsmirigy-alulműködése az idegrendszer fejlődésének zavaraihoz vezethet, ezért is fontos a magzat megfelelő jódellátása és hogy szükség esetén biztosíthassa magának a kellő hormonszintet.
A parafollikuláris sejtek eredete más, ezek az ún. ultimobranchiális test (negyedik branchiális tasak) hámsejtjeiből származnak. A 7. héten kezdenek vándorolni a leendő pajzsmirigy felé és beépülnek a lebenyeibe, illetve a kialakuló follukulusok hámjába.

## Feladatai

A pajzsmirigyhormonok rendszere: a T_{3} és T_{4} hormonok a szervezet anyagcseréjét, szív- és érrendszerét, korai fejlődését szabályozzák. Szintézisüket a pajzsmirigyserkentő hormon fokozza, míg az a tireotropinfelszabadító hormon szabályozása alatt áll

A pajzsmirigy elsődleges feladata a jódtartalmú pajzsmirigyhormonok (tiroxin vagy a beépült jódatomok alapján rövidítve T4, valamint trijód-tironin, T3) termelése. Ezenfelül a parafollikuláris sejtek a kalcitonin, a mellékpajzsmirigyek pedig a parathormon peptidhormont ürítik a vérbe. A tiroxin és a trijód-tironin a tirozin aminosav származékai. Szervezetre gyakorolt hatásuk széleskörű:
- metabolikus: a pajzsmirigyhormonok megnövelik az anyagcsere sebességét szinte valamennyi testszövetben.[21] Hatásukra megnő az étvágy, a táplálékfelszívódás mértéke, a bélmozgás.[22] Fokozódik a glükóz felszívódása, szintézise és lebontása.[23] Stimulálják a zsírok lebontását és növelik a szabad zsírsavak mennyiségét;[23] a koleszterinszintet viszont csökkentik, talán úgy hogy fokozzák kiválasztását az epébe.[23]
- szív- és érrendszeri: növelik a szívverés sebességét és erejét. Fokozzák a légzés gyakoriságát, az oxigén felvételét és fogyasztását, növelik a mitokondriumok aktivitását.[22] Mindezek hatására a véráramlás sebessége és a testhőmérséklet nő.[22]
- növekedési a pajzsmirigyhormonok alapvető fontosságúak a magzat és a gyerekek fejlődésében.[23] Fokozzák a test gyarapodását[24] és az agy normális fejlődéséhez is elengedhetetlenek, különösen a magzati korban és az élet első éveiben.[23]
- Befolyásolják a szexuális életet (a libidó fenntartását és a menstruációs ciklus szabályozását), az alvást és az agyműködést is (nagyobb hormonszint gyorsabb gondolkodással de rosszabb összpontosító képességgel jár)[22]

A vérbe kiválasztott pajzsmirigyhormonok egy nagyon kis hányada marad szabadon. Nagyobb részük a tiroxinkötő globulinhoz (70%), transztiretinhez (10%) vagy szérumalbuminhoz (15%) kapcsolódik. A szabadon maradó T4-nek mindössze 0,03%-a, a T3-nak pedig 0,3%-a bír hormonális aktivitással. Ezenkívül T3 mintegy 85%-a a szövetekben képződik T4-ből, a jodotironin-dejodináz enzim közreműködésével.
A pajzsmirigyhormonok képesek átdiffundálni a sejt- és sejtmagmembránon és a sejtmagban a TR-α1,TR-α2,TR-β1 és TR-β2 receptorokhoz kapcsolódnak, amelyek ezután a gének megfelelő szabályozó régióikhoz vagy transzkripciós faktorokhoz kötve szabályozzák a génműködést. A hormonmolekulák ezenkívül képesek a glükóztranszportáló fehérjékhez vagy olyan enzimekhez kapcsolódni és működésüket befolyásolni, mint a sejtmembránbeli Ca2+ ATP-áz vagy az adenilát-cikláz.

### Hormonszintézis

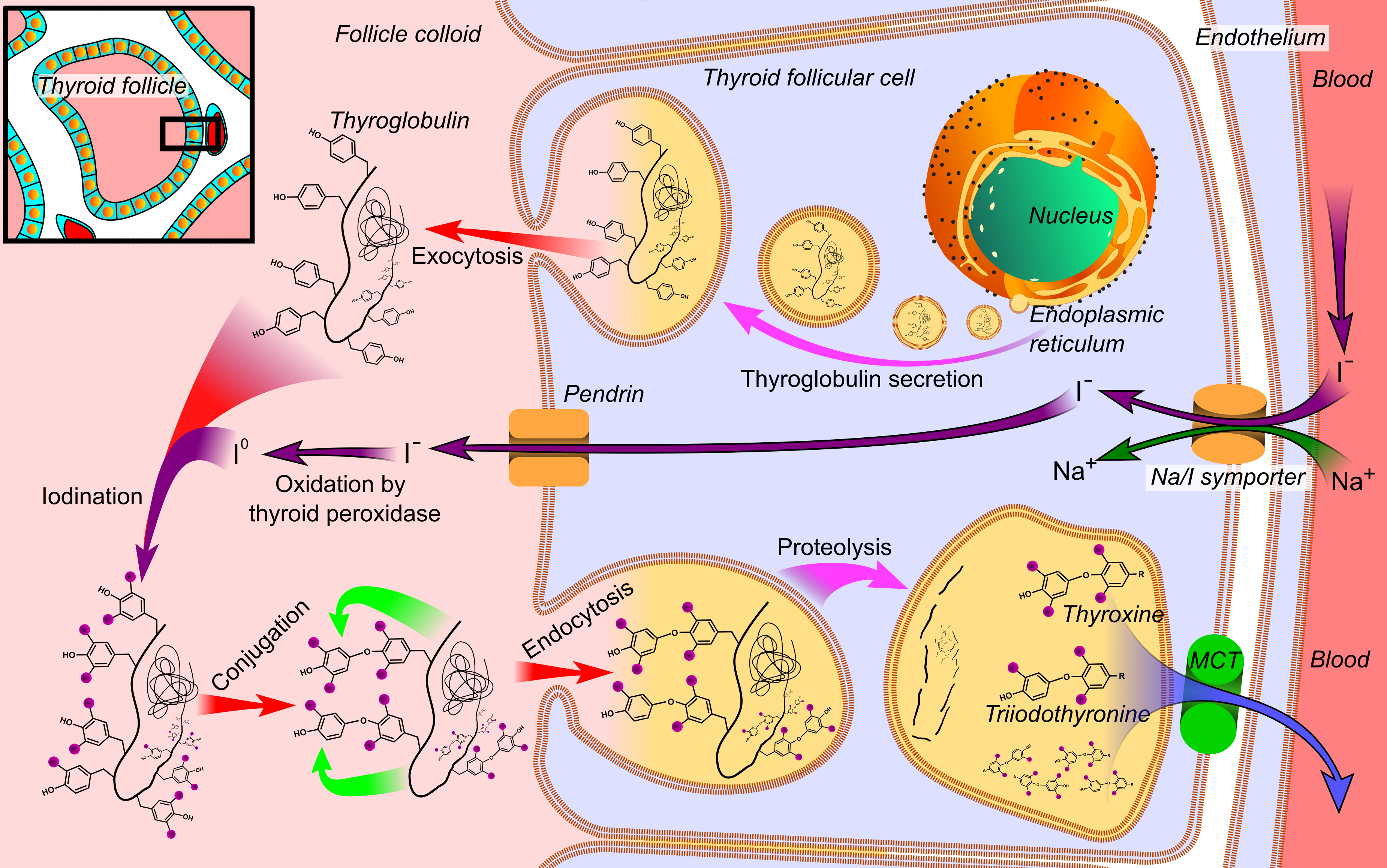
Hormonszintézis egy follikuláris sejtben:
- A durva felszínű endoplazmatikus retikulumban tiroglobulin képződik és kiválasztódik a follikulus lumenébe, ahol a kolloidot alkotja.
- A sejt kívülről jodidionokat (I^{−}) vesz fel a nátrium-jodid szimporter ionpumpái segítségével.
- A jodidion a pendrin fehérje segítségével passzív transzporttal kiválasztódik a lumenbe.
- A kolloidban a tiroid-peroxidáz enzim a jodidot (I^{−}) jóddá (I^{0}) oxidálja.
- A jód reagál a tiroglobulin tirozinjaival (egy glubulinmolekula mintegy 120 tirozint tartalmaz).
- A szomszédos tirozinok konjugálnak.
- A jódozott tireoglobulint a sejt endocitózissal ismét felveszi.
- Különböző proteáz enzimek lebontják a tireoglobulint, a torxin és trijód-tironin molekulák felszabadulnak, majd nagyjából ismeretlen mechanizmussal bekerülnek a véráramba.

A pajzsmirigyhormonok tireoglobulinból képződnek. Ezt a fehérjét follikuláris sejtek durva felszínű endoplazmatikus retikulumán szintetizálják, majd transzporttal a follikulusok lumenébe kerül ki. A tiroglobulin 123 tirozint tartalmaz, amelyek reagálnak a lumenben felhalmozott jódatomokkal.
A jód a vérben jodidion (I−) formájában található meg, amelyet a follikuláris sejtek nátrium-jodid szimporter ionpumpájukkal vesznek fel. Ez a sejtmembránba ágyazott ioncsatorna egyszerre két nátrium- és egy jodidiont transzportál a sejtbe. A citoplazmában levő jodidot aztán a szintén membránfehérje pendrin továbbítja a lumenbe. A pendrin ún. antiporter, egy jodidion kiválasztásáért cserébe felvesz a sejtbe egy kloridiont. A lumenben a tiroid-peroxidáz enzim a jodidot töltés nélküli jódatommá oxidálja. A könnyebben reagáló jód ezután a tiroglubolinok tiroziljaihoz (a tirozin savmaradékához) kapcsolódik, ezáltal létrejönnek a tiroidhormonok prekurzorai, a monojód-tirozin (MIT) és dijód-tirozin (DIT).
A pajzsmirigyserkentő hormon hatására a follikuláris sejtek tireoglobulint vesznek fel a lumenből, amelyet proteázenzimjeikkel darabokra vágnak, így felszabadul a T3 és T4 hormon, valamint a MIT, DIT és minimális mennyiségű reverz trijód-tironin (RT3) is. A T3 és T4 kiválasztódik a vérbe; ekkor a molekulák 80–90%-a T4 és csak 10–20% a T3. A periferiális szövetekben a dejodináz enzimek leszedik a jódatomokat a MIT-ről és a DIT-ről, valamint a T4-et T3-má és RT3.-má konvertálják. Az RT3 95%-a és a T3 87%-a ezen a módon keletkezik.

### Szabályozás
A tiroxin és a trijód-tironin termelését elsősorban az agyalapi mirgy elülső része által kibocsátott pajzsmirigyserkentő hormon (angolul thyroid-stimulating hormone, rövidítve TSH) szabályozza. A TSH viszont a hipotalamuszban képződő tireotropinfelszabadító hormon (thyrotropin releasing hormone, rövidítve TRH) hatására keletkezik. A pajzsmirigyhormonok negatív visszacsatolású hatással vannak a TSH-ra és TRH-ra; ha szintjük magas, akkor a serkentőhormonok termelése lefojtódik. Hasonló visszacsatolás figyelhető meg a szabályozó hormonok esetében is: a magas TSH-szint hatására a TRH-termelés csökken.
Hideg környezetben TRH szabadul fel, hogy a pajzsmirigyhormonok közvetítésével emelje a testhőmérsékletet. A TSH-szintézist a magas pajzsmirigyhormonszint mellett a dopamin, a szomatosztatin és a glükokortikoidok is gátolják.

### Kalcitonin
A pajzsmirigy terméke a kalcitonin hormon is, amely a vér kalciumszintjét szabályozza. A hormont a parafollikuláris sejtek állítják elő, ha túl magas kalciumszintet érzékelnek a vérben. Hatására csökken a csontokban a lebontó oszteoklasztok aktivitása és ezzel visszaesik a csontok által kibocsátott kalcium mennyisége. Az oszteoklasztok folyamatosan bontják a csontok anyagát, amelyet az oszteoblasztok visszaépítenek; végeredményben a kalcitonin segíti a kalcium beépítését a csontba. Ellentétes hatást fejt ki a mellékpajzsmirigyek által előállított parathormon, amely sokkal fontosabb a szervezet számára, ugyanis a pajzsmirigy eltávolítása után a kalciumháztartás normális marad, de a mellékpajzsmirigyek kimetszése súlyos következményekkel jár.

## A pajzsmirigy betegségei

### Funkcionális zavarok

#### Túlműködés
A pajzsmirigy-túlműködés vagy hipertireózis a hormonok túltermelésével jár. Okozhatja a Basedow-kór, a toxikus multinodularis golyva, pajzsmirigy-adenóma, a pajzsmirigy vagy az agyalapi mirigy gyulladása (utóbbi a fölös TSH termelése által). Megnövelheti a hormonkibocsátást a fölös jódbevitel is, ami a táplálékkal, gyógyszerrel (amiodaron) vagy pl. jódos kontrasztanyaggal juthat a szervezetbe.
A hipertireózis tünetei közé tartozhat a fogyás, étvágynövekedés, álmatlanság, fokozott melegérzékenység, remegés, szívdobogás, szorongás, idegesség. Néha mellkasi fájdalmat, hasmenést, hajhullást, izomgyengeséget is okozhat. Egyes tünetek ideiglenes enyhítésére béta-blokkolókat alkalmaznak.
Hosszú távú megoldást a pajzsmirigyfunkciókat gátló gyógyszerek szedése jelenthet, ilyen a propiltiouracil, a karbimazol vagy a metimazol. Szükség esetén radioaktív jód-131 izotóp is adható (a pajzsmirigy szelektíven veszi fel a jódot, amely felhalmozódva roncsolja a szöveteit). A pajzsmirigy részlegesen eltávolítható sebészi úton, de ez kockázatos művelet, mert megsérülhet a hangszálakat is beidegző visszahajló gégeideg vagy véletlenül eltávolíthatják a mellékpajzsmirigyeket is. Teljes pajzsmirigy-eltávolítás esetén minden esetben hipotireózissal jár és a beteg pajzsmirigyhormon-terápiára fog szorulni.

#### Alulműködés
A pajzsmirigy-alulműködést vagy hipotireózist az elégtelen hormontermelést jelzi. Ennek tünetei a súlynövekedés, fáradékonyság, székrekedés, erős menstruációs vérzés, hajhullás, fokozott hidegérzékenység, lassú szívritmus. Leggyakoribb okozója világszerte a jódhiány, a fejlett országokban pedig az autoimmun Hasimoto-tireoiditisz. Okozhatjék még veleszületett rendellenességek, átmeneti gyulladással járó betegségek, a pajzsmirigy sebészeti vagy radiaktív roncsolása, a gyógyszerek közül az amiodaron és lítium, az amiloidózis vagy a szarkoidózis. Egyes formái mixödémával járhatnak, súlyos esetben mixödémás kómával is.
Az európai lakosság jelentős része szenved pajzsmirigy-alulműködésben, ráadásul diagnosztizálatlan szubklinikai hipotireózisban, ami a súlyos szövődmények magas kockázata miatt fontos közegészségügyi kérdést jelent. Magyarország talaja szelénben és jódban is hiányos, emiatt a magyar lakosság fokozottan ki van téve (a nők különösen) a pajzsmirigy működésében kialakuló rendellenességeknek, éppen ezért kiemelten lényeges a rendszeres szűrővizsgálatokon való részvétel, mert egy nem autoimmun eredetű pajzsmirigy alulműködés megfelelő jód, szelén és vasbevitellel akár szükségtelenné teheti az amúgy elterjedt gyógyszeres kezelést.
A pajzsmirigy alulműködését leggyakrabban tiroxinos (T4) hormonterápiával kezelik. A hormont szájon át naponta kell szedni és általában néhány hét után kezdi el kifejteni a hatását. A hipotireózis egyes típusai, mint a szülés utáni tireoditisz vagy szubakut tireoditisz megfelelő életmód mellett elmúlhatnak, a jódhiány okozta szimptómák pedig jódban gazdag étrenddel vagy jódterápiával visszafordíthatók.

### Betegségek

#### Basedow-kór

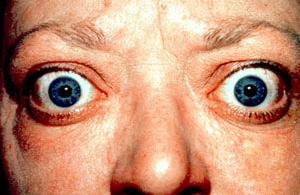
A Basedow-kór jellemző tünete a kidülledő szemek

A Basedow-kór egy autoimmun rendellenesség, amely a pajzsmirigy-túlműködés leggyakoribb oka. Ennek során ismeretlen okból antitestek képződnek a pajzsmirigyserkentő hormon receptorai ellen, amelyek hozzákötve aktiválják a receptorokat. Klinikai tünetei a golyva (vagy struma, nyaki duzzanat) és a hipertireózis általános szimptómái: melegérzékenység, súlyvesztés, hasmenés, szívdobogás. Néha előfordul, hogy az antitestek aktiválás nélkül tapadnak a receptorhoz és blokkolják a működését; ilyenkor hipotireotikus tünetek lépnek fel. Jellemző szimptóma még a szemek fokozatos kidülledése és a lábszár elülső részének bőrvastagodása. A Basedow-kórt a pajzsmirigy működését csökkentő gyógyszerekkel kezelik (pl. propiltiouracil), de az ideiglenes javulás után sok esetben ismét súlyosbodás következik be. Végleges megoldást jelenthet a pajzsmirigy sebészi vagy radioaktív jódizotóppal való kiirtása, de a szemek és a bőr elváltozásait ez sem hozza helyre.

#### Nodulák
Nodulák (göbök, csomók) viszonylag gyakran, kb. 4-7%-ban fordulnak elő a pajzsmirigyben. Többségük nem jelent veszélyt, a hormontermelést nem befolyásolják és nem fejlődnek tumorrá. A jóindulatúak közé tartoznak az egyszerű ciszták, a kolloid nodulák és a pajzsmirigy adenómiái. A göbök mintegy 5%-a rosszindulatú, többek között ide tartozik a follikuláris, a papilláris, a medulláris karcinóma vagy más tumorok metasztázisai. A nodulák gyakoribbak radioaktivitásnak kitett és jódhiányos nőkben.
Sok göb megjelenéskor multinoduláris golyváról beszélünk; ha emellé hipertireózis is társul, az a toxikus multinoduláris golyva.

#### Golyva
A pajzsmirigy kóros megnagyobbodást golyvának vagy strumának nevezik. Kisebb-nagyobb mértékben a népesség 5%-át érinti; okozói közé tartozhat a jódhiány, az autoimmun betegségek (Basedow- és Hasimoto-kór), fertőzés, gyulladás, szarkoidózis vagy amiloidózis.
A golyva néha fájdalmakkal járhat, de sok esetben semmilyen más tünetet nem okoz. A megnagyobbodott pajzsmirigy többszörösen meghaladhatja korábbi méreteit, benyúlhat a mellcsont felé vagy részlegesen körbenőheti a nyelőcsövet vagy a légcsövet. Kiváltó okától függően a golyva hipertireózishoz vagy hipotireózishoz is társulhat; ez pajzsmirigyfunkciós tesztekkel dönthető el.

#### Gyulladás
A pajzsmirigy gyulladását tireoditisznek hívják és hiper- vagy hipotireózist is kiválthat. Két típusánál –a Hasimoto-tireoditisz és a szülés utáni (postpartum) tireoditisz –a kezdeti túlműködést később alulműködés követ. Más betegségben is előfordul a pajzsmirigy gyulladása, ilyen a szubakut tireoditisz, az akut toreidtisz, a Riedel-tiroditisz vagy a mechanikus sérülést követő gyulladás. 
A Hasimoto-tireoditisz egy autoimmun betegség, amely során B- és T-limfociták infiltrálják a pajzsmirigyet és fokozatosan elpusztítják azt. Többnyire csak akkor veszik észre, amikor a hormontermelés lecsökken, hipotireotikus tüneteket produkálva. Nőkben és 60 év fölöttiekben gyakoribb és egyes genetikai rizikófaktorai is ismertek. A Hasimoto-toreoiditiszben szenvedőknél valamivel gyakoribb az 1-es típusú cukorbetegség, az anemia perniciosa, az Addison-kór vagy a vitiligo.
A szülés utáni tireoditisz (postpartum thyroiditis) pajzsmirigy-túltengéssel indul, majd alulműködés következik be, végül az esetek többségében helyreáll a normális aktivitás. A kór néhány hónap alatt lezajlik és fájdalommentes golyva jellemezheti. Ezalatt antitestek képződhetnek a toroid-peroxidáz enzim ellen.  A gyulladás többnyire magától elmúlik, bár az alulműködéses időszakban hormonutánpótlásra lehet szükség.

#### Tumor

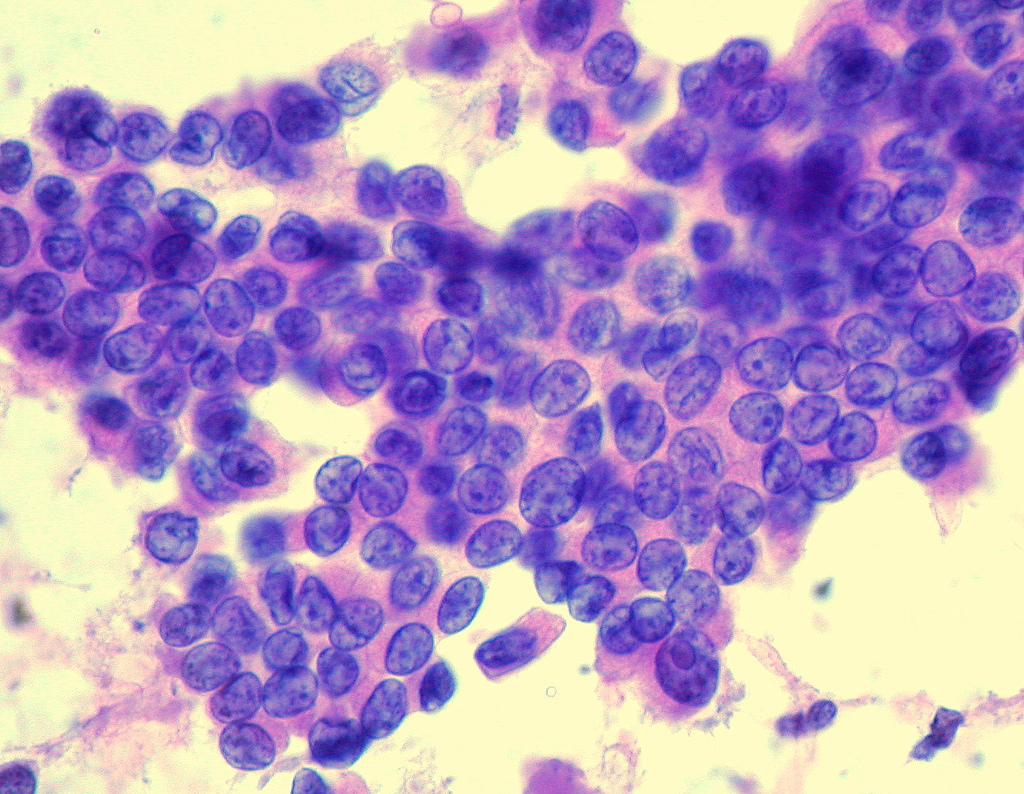
Papilláris pajzsmirigykarcinóma szövettani képe

A pajzsmirigy leggyakoribb daganata a jóindulatú adenóma, amely a nyakon tapintható, nem fájdalmas csomóként jelenik meg. Minden sejttípusból kialakulhat rák, beleértve a parafollikuláris sejteket vagy a limfocitákat is. Más szervek tumora ritkán, de okozhat áttétet a pajzsmirigyben. A fejet vagy nyakat érő radioaktív sugárzás elősegíti a tumorok kifejlődését és nőkben gyakoriságuk kétszeresen meghaladja a férfiakét.
A pajzsmirigydaganat általában nem jár további tünetekkel, bár néha hipertireózist okoz. A rosszindulatú elváltozások közül a leggyakoribbak a papilláris, follikuláris és medulláris karcinómák, valamint a limfóma. Mivel a pajzsmirigy közel található a testfelszínhez, a benne lévő csomókat általában hamar felfedezik, majd egy hormonteszt és szövettani vizsgálat eldöntheti, hogy rosszindulatú-e a daganat.
Tumor esetén általában részlegesen vagy teljes egészében kimetszik a pajzsmirigyet, esetleg radioaktív jódizotóppal pusztítják el a szöveteit. Hormonterápiával pótolni lehet a tiroxinhiányt és egyben elnyomni a THS-termelést, amely stimulálhatja a tumor kiújulását. Az agresszív de ritka anaplasztikus pajzsmirigykarcinóma kivételével a szerv legtöbb tumora igen jó eséllyel gyógyítható.

#### Veleszületett rendellenességek
A pajzsmirigyet érintő leggyakoribb rendellenesség az embrioális ductus thyroglossus születés utáni megmaradása. Csökevényes formában, hosszanti vájatként maradhat meg, vagy részlegesen, cisztákként. A koraszülöttek esetében fennáll a hipotireózis kockázata, mert pajzsmirigyük még nem fejlődött ki eléggé az önálló élethez szükséges szintre. Számos országban bevezették az újszülöttek tesztelését, hogy megelőzzék a fejlődésüket gátló hormonhiányos állapotot.
A veleszületett pajzsmirigy-alulműködésben szenvedő csecsemők esetében mind a fizikai, mind az agyi fejlődés visszamaradhat és ún. kretenizmus alakulhat ki. Megfelelő hormonális vagy gyógyszeres terápiával (pl. levotiroxin) ez az állapot megelőzhető.
A ductus thyroglossus vonalában, a légcső előtt kialakult ciszták kerekek vagy orsó alakúak, tiszta, viszkózus folyadék tölti ki őket és ritkán a 2–3 cm átmérőt is elérhetik. A felső, nyelvhez közeli cisztákat többrétegű köbhám béleli, ami megegyezik a nyelv hátsó részének hámjával. Ezzel szemben a lenti cisztákat a pajzsmirigy follikuláris hámjára emlékeztető sejtek bélelik. Jellemző az erőteljes limfocita-infiltráció. A ciszták befertőződhetnek és tályoggá válhatnak, ritkán tumoros elváltozás is előfordulhat.
Előfordulhat a pajzsmirigy veleszületett alulfejlettsége, helyének eltolódás vagy apró pajzsmirigycsökevények kifejlődése. Ezek nem feltétlenül járnak funkcionális zavarral.

#### A jód szerepe

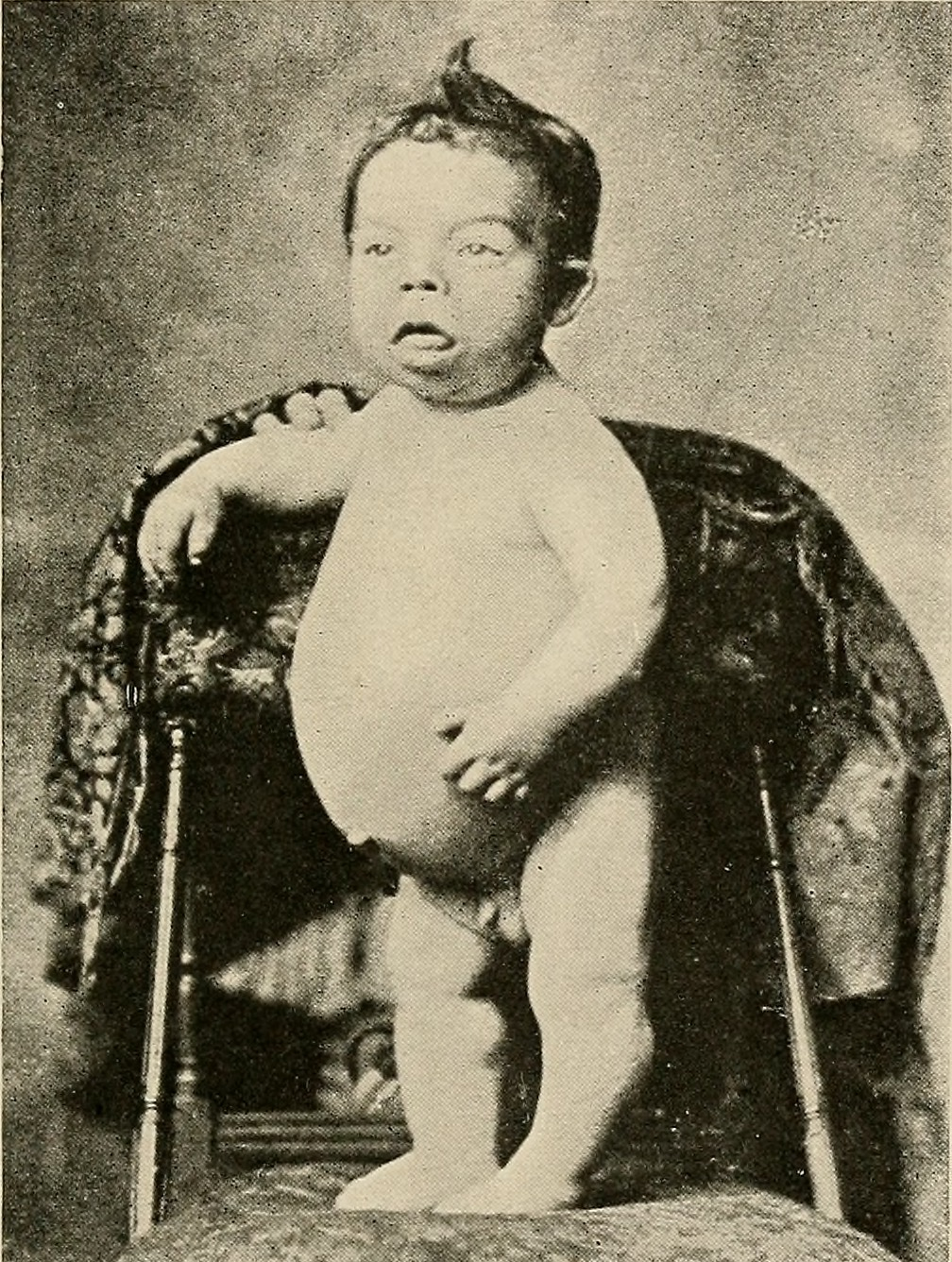
Jódhiány okozta kretenizmus

A jódhiány golyva kialakulásához vezethet. Leginkább a tengertől távoli régiókban vagy a hegyvidékeken fordul elő, néha olyan elterjedt, hogy endémiás golyváról beszélhetünk. A jódhiányosan táplálkozó terhes nők gyerekei pajzsmirigyhormonhiányosan születhetnek. Ennek elkerülésére számos országban bevezették a konyhasó jódozását, ami a fejlett vidékeken mára gyakorlatilag megszüntette a kretenizmust.
A pajzsmirigy tárolja is a jódot, így magába gyűjti a pl. a nukleáris robbantások által keletkezett radioaktív jódizotópokat is. Nukleáris balesetek környezetében  ezért az érintett lakosságnak kálium-jodid tablettákat osztogatnak, amely segítségével telítik a pajzsmirigyet és nem veszi fel a veszélyes izotópokat. A csernobili katasztrófa után a környező régiókban ugrásszerűen megnőtt a pajzsmirigyrák gyakorisága a gyerekek körében.
A túlzott jódbevitel ritkább és többnyire nem jár klinikai tünettel. Néha azonban pajzsmirigy-túlműködéshez vagy akár alulműködéshez vezethet és golyvát okozhat.

### Diagnózis
Egészséges emberek nyakán a pajzsmirigy domborulata nem látszik, de kézzel kitapintható. Manuális vizsgálata általában hátulról történik és a pácienst megkérhetik, hogy nyeljen néhányat, mert a porcokhoz való tapadása miatt ilyenkor a pajzsmirigy is fel-le mozdul. A vizsgálat során felmérik a méretét, duzzadtságát  és esetleges csomókat keresnek benne. Golyva esetén a mellkas felső részére is kiterjedhet a vizsgálat. Az orvos a pajzsmirigyfunkcióhoz kapcsolódóan az általános állapotot is felmérheti, mint pl. a súlycsökkenést vagy -gyarapodást, hajhullást, Basedow-kór gyanúja esetén a szemek kidülledését vagy a lábszárak bőrelváltozásait.
A manifeszt pajzsmirigy-alulműködés tünetei nem specifikusak (pl: fáradtság,  letargia, száraz bőr). Bár a diagnózis egyértelműnek tekinthető, egyetlen tünet sem alkalmas a manifeszt hipotireózisban szenvedő betegek azonosítására, míg a szubklinikai pajzsmirigy-alulműködésben szenvedő betegek közül sokan tünetmentesek.
A diagnózist nehezíti, hogy egyrészt a jelenlegi gyakorlatban használt TSH referencia tartománya nem egységes világszerte, egyes helyeken a TSH alsó határát 0,2-0,4 mU/L-ben, a felső határát pedig 4,0-5,0 mU/L-ben határozzák meg, de populációs vizsgálatok alapján felmerült, hogy alacsonyabb felső határ lenne szükséges. Az Amerikai Klinikai Endokrinológusok Szövetsége a TSH felső határértékének 3,0 mU/L-re történő csökkentését javasolta. Számos szakértő még alacsonyabb, 2,5 mIU/L felső értéket javasol. Másrészt úgy tűnik, hogy a TSH szintje nem feleltethető meg a tüneti pontszámnak. A pajzsmirigyhormonok, azon belül is a szabad tiroxin (FT4) szintje határozottan jobban korrelál a klinikai paraméterekkel, mint a tirotropin (TSH) szintje. Ezek kihívássá teszik a tüneteknek a kiváltó okhoz való hozzárendelését. A diagnosztikai folyamat, beleértve a megbízható TSH- és FT4-referencia intervallumok alkalmazását, különösen nagy kihívást jelent olyan speciális helyzetekben, mint az öregedés vagy a terhesség. Azonban jelenlegi tudásunk és a rendelkezésre álló adatok szerint a pajzsmirigyhormonok szintjei (szemben a TSH szintjével) tekinthetőek a rendelkezésre álló legjobb biomarkereknek a pajzsmirigy működését illetően, habár a rutin diagnosztikában még mindig a TSH az elsődleges.
Kulcsfontosságú lehet a reverz T3 értékének (pontosabban a szabad T3 hormonhoz viszonyított arányának) vizsgálata. Stressz (illetve egyéb okok) következtében előfordulhat, hogy bár a TSH, T4 és T3 értékek is referenciatartományon belül vannak (euthyroid értékek, azaz hagyományos/nyugati orvoslás megközelítésben egészségesnek látszik a pajzsmirigy működés), azonban mégis jelentkezik egy vagy több pajzsmirigy alulműködésre utaló tünet (pl.: alacsony energiaszint, hajhullás, bőrszárazság, alacsony libidó, töredező körmök, fogyási nehézség, fázékonyság, alvási nehézség, koncentrációs nehézségek, gyakori megfázás). Ilyenkor érdemes a reverz T3 értéket is megvizsgálni, ugyanis emelkedett rT3 szint (eltolódott T3:rT3 arány) magyarázatot adhat a tünet(ek)re és ezen az elterjedt T4 hormonpótlás sem segít.
Ultrahangos vizsgálattal megállaspítható, hogy a pajzsmirigyben lévő csomók tömörek-e vagy folyadék tölti ki őket, megkülönböztetve a nodulákat és a cisztákat. Segítheti a jó- és rosszindulatú daganatok közötti különbségtételt is. Szükség esetén radioaktív jód-123 vagy technécium-99 adásával meghatározható a léziók mérete és alakja, vagy hogy metabolikusan aktívak-e. Tumorgyanú esetén szövetmintavétel vagy komputertomográfia is segítheti a diagnózist.

## Kutatásának története

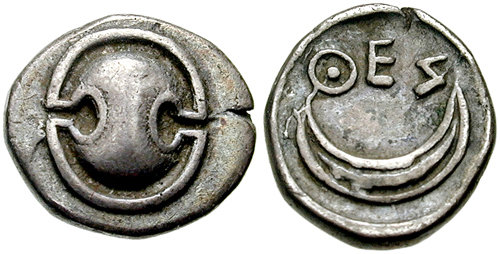
Ókori görög pajzs, amely után a pajzsmirigy a nevét kapta

A pajzsmirigyet Thomas Warton angol anatómus nevezte el 1656-ban, akit alakja az ógörög pajzsra, a thüoszra emlékeztette. Maga a szerv és a hozzá kapcsolódó betegségek azonban jóval korábban ismertek voltak.
I. e. 1600 körül Kínában már jódtartalmú tengeri szivacs és hínár hamujával kúrálták a golyvát. Az i. e. 1400 körül írt indiai ájurvédás orvosi könyvek leírták a hiper- és hipotireózist, valamint a golyvát. Az i. e. 5. században a görög Arisztotelész és Xenophón Basedow-kóros esetekről adtak hírt. Hippokratész az i. e. 4. században leírta a szervet és nyálmirigynek gondolta. Idősebb Plinius az 1. században a golyva gyakori előfordulását írta le az Alpokban, hínárhamut javasolva a gyógyítására. A 2. században Galénosz égett tengeri szivacsot használt erre a célra. Az első pajzsmirigyektómiát vagy a bizánci Amidai Aëtius végezte a 6. században, vagy a perzsa Ali ibn al-Abbász al-Madzsúszi a 10.-ben.
A pajzsmirigy első ismert ábrázolása Leonardo da Vinci nevéhez köthető. Első részletes anatómiai leírását Andreas Vesalius közölte 1543-ban. Bernard Courtois francia vegyész 1811-ben felfedezte a jódot, 1896-ban pedig a német Eugen Baumann felismerte, hogy a szervezeten belül a pajzsmirigyben koncentrálódik. 1907-ben David Marine kimutatta, hogy a mirigy működéséhez feltétlenül jódra van szükség.
A Basedow-kórt a német Carl von Basedowról nevezték el, bár a szindrómát öt évvel előtte, 1834-ben az angol Robert James Graves már leírta (angol nyelvterületen Graves-kórnak hívják). A pajzsmirigy szerepét a betegségben Adolf Magnus-Levy ismerte fel 1895-ben. 1909-ben a svájci Emil Theodor Kocher orvosi Nobel-díjat kapott  a pajzsmirigy élettanát és patológiáját érintő kutatásaiért.
A tiroxint 1914-ben izolálták és 1927-ben szintetizálták először; a trijód-tiroxint 1952-ben. A T4-T3 átalakulást 1970-ben fedezték fel. A TSH-t a 20. század első felében fedezték fel több lépésben, míg a TRH-t a lengyel származású Andrew Schally izolálta 1970-ben és többek között ezért is kapta Nobel-díját hét évvel később.
A kretenizmus és a mixödéma pajzsmiriggyel való kapcsolatát már a 19. században felismerték. A Hasimoto-tireoiditiszt a japán Hasimoto Hakaru írta le 1912-ben; a kór autoimmun jellegét 1956-ban bizonyították be.

## Pajzsmirigy más fajokban

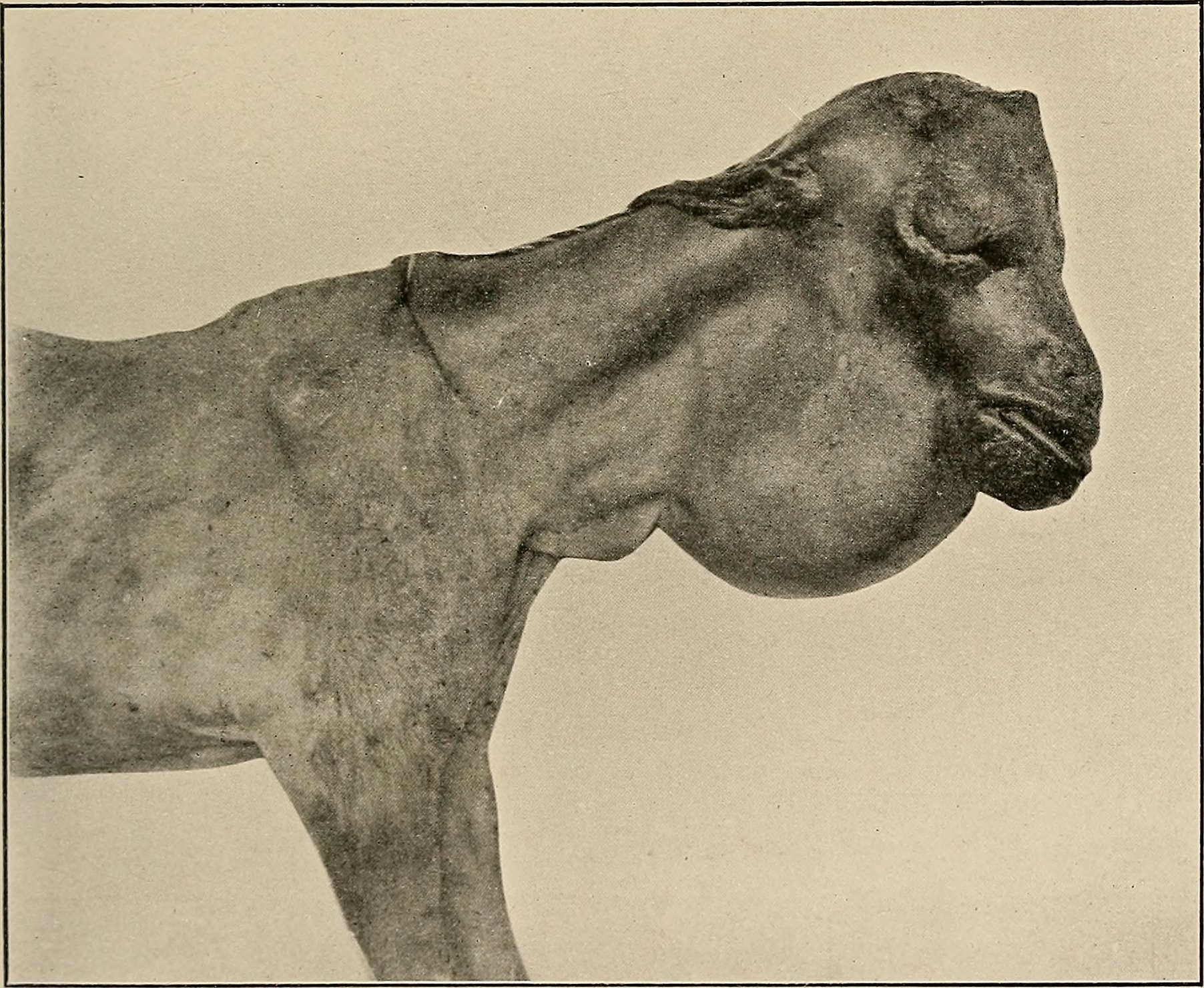
Golyvás kecske

Valamennyi gerinces állatnak van pajzsmirigye. A halak esetében általában a kopoltyúk alatt található és a lebenyek nem minden esetben különülnek el. Egyes csontos halakban szigetszerűen pajzsmirigyszövet található elszórtan a testben, pl. a vesék, a lép, a szív vagy a szemek mellett.
A négylábúaknál minden esetben a nyak régiójában helyezkedik el. A kétéltűeknél és hüllőknél sok esetben páros szerv, vagyis a két lebeny nincs összekötve, de az emlősöknél már felveszi a kétlebenyes alakot és az embernél megismert pillangóforma is eléggé általános.
Az ingolák lárváinál a pajzsmirigy még exokrin szerv, a hormonokat a bélbe üríti, de a kifejlett állat esetében már elválik a béltől és endrokrin szervvé válik. Lehetséges, hogy ez a folyamat a pajzsmirigy evolúciós eredetét követi. Ismert, hogy a gerincesek legközelebbi rokonai, a lándzsahalak és a zsákállatok az ingolalárváéra nagyon emlékeztető struktúrával (ún. endostíl) rendelkeznek, amely szintén jódtartalmú vegyületet (de nem tiroxint) választ ki.
A tiroxin az állatok esetében is az anyagcsere szabályozásának eszköze. T4 és jód szükséges ahhoz, hogy a kétéltűek lárvájából (béka esetén ebihalból) kifejlett állat fejlődjék. Vannak olyan –jódban szegény hegyvidéki környezetben élő –szalamandrák, amelyek egész életükben lárvaként a vízben maradnak, így is szaporodnak. Ha jódhoz jutnak, akkor azonban átváltoznak szárazföldi kifejlett állattá. A neoténia modellállata, az axolotl a TSH hormon hiánya miatt marad lárva. Ha ebihalaknak pajzsmirigyfunkciókat gátló szert, pl. propiltiouracilt adnak, nem alakulnak át békává; ha ezután tiroxint kapnak, az átváltozás megindul.

## Fordítás
- Ez a szócikk részben vagy egészben  a   Thyroid című angol Wikipédia-szócikk ezen változatának fordításán alapul.  Az eredeti cikk szerkesztőit annak laptörténete sorolja fel. Ez a jelzés csupán a megfogalmazás eredetét és a szerzői jogokat jelzi, nem szolgál a cikkben szereplő információk forrásmegjelöléseként.